# Hieracium glaucinum
Hieracium glaucinum — вид квіткових рослин з родини айстрових (Asteraceae). Вид зростає в Європі від Великої Британії та Іспанії до Польщі та Румунії, а також росте в Туреччині; це багаторічна рослина.

## Середовище
Переважним середовищем існування для цих рослин є теплолюбні чагарники та каштанові гаї на кремнеземі.

## Морфологічна характеристика
Це багаторічні трав'янисті рослини. Залозисті та зірчасті волоски рідкісні. Стебла м'які та висхідні, зазвичай поодинокі та помірно розгалужені або без гілок. Колір зелено-блакитний (до червонувато-пурпурового внизу). Коріння зазвичай стрижневого типу. Ці рослини мають висоту від 20 до 40 см (максимум 65 см). Присутні як прикореневі розеткові листки (від 3 до 8), так і стеблові листки (від 0 до 1–2) розташовані по черзі. Пластини цілісні або зубчасті, від яйцеподібної до яйцеподібно-ланцетної або еліптичної (аж до вузьколанцетної) форми. Поверхня листя тонка та жорстка, сизувато-зеленого кольору з нечіткими плямами (які присутні не завжди). Поверхня може бути вкрита простими або розгалуженими волосками. Базальні листки ослаблені та більш-менш короткочерешкові. Стеблові листки (від 0 до 4), поступово редуковані, сизуваті з плямистою верхньою поверхнею та шовковистим волоском по краях. Синцвіття з 1–3 гілками та 1–4 квітковими головами. Квіткові голови утворені лише язичкових квіток. Обгортка має еліпсоїдну або вузькояйцеподібну форму та утворена двома рядами приквітків. Приквітки чорнувато-зеленого кольору, краї чіткі, довгасто-ланцетні. Віночки утворені трубкою та язичком, що закінчується 5 зубцями; колір жовтий. Верхівкові зубці війчасті або голі. Розміри язичків: ширина 2 мм; довжина 15–20 мм. Тичинок 5. Цвітіння: з травня по червень (з кінця весни до літа). Плоди — сім'янки з чубчиками. Сім'янки мають довгасту або оберненояйцеподібно-оберненоконічну форму зі зрізаною верхівкою та без дзьоба; у деяких випадках сім'янки забезпечені поздовжніми ребрами. Папус складається з простих сіруватих, шорстких або бородатих волосків; рідко відсутній. Розмір сім'янок: 2,8–3 мм.